# Narayanganj (zila)
Narayanganj (en bengalí: নারায়ণগঞ্জ জেলা) es un zila o distrito de Bangladés que forma parte de la división de Daca.
Comprende 6 upazilas en una superficie territorial de 3843 km²: Araihazar, Sonargaon, Bandar, Naryanganj, Rupganj y Siddirgonj.
La capital es la ciudad de Narayanganj.

## Upazilas con población en marzo de 2011[2]
- Araihazar 376,550
- Bandar 312,841
- Narayanganj Sadar 1,323,600
- Rupganj 534,868
- Sonargaon 400,358

## Demografía
Según estimación 2010 contaba con una población total de 2686044 habitantes.